# Razak Nuhu
Abdul Razak Nuhu, né le 14 mai 1991 à Tamale, est un footballeur international ghanéen qui évolue au poste de défenseur.

## Palmarès
Vierge